# بخش صومای برادوست
بخش صومای برادوست به کردی (soma Biradost) یکی از بخش‌های تابعه شهرستان ارومیه در استان آذربایجان غربی است.

## تقسیمات کشوری
بخش صومای برادوست بر اساس تصویب‌نامه هیئت دولت در یازدهم امرداد ۱۳۲۷ به مرکزیت روستای هشتیان (امروزه به مرکزیت شهر سرو) تشکیل شد این بخش از دو منطقه صومای (در زبان کوردی به معنی چراگاه) و برادوست (نام یکی از قبایل کهن کورد منطقه) تشکیل شده. این بخش اکنون شامل سه دهستان می‌شود:
- دهستان برادوست
- دهستان صومای جنوبی
- دهستان صومای شمالی
- شهرها: سرو

## رتبه در استان
بخش صومای برادوست بر پایه سرشماری عمومی نفوس و مسکن در سال ۱۳۹۵، با جمعیت ۳۵٬۱۸۳ نفر سومین بخش بزرگ و پرجمعیت استان بوده و جمعیت آن از ۳ شهرستان زیر بیشتر است و می‌تواند به شهرستان ارتقا یابد.
- منبع:فهرست شهرستان‌های استان آذربایجان غربی

| ردیف | شهرستان | مرکز    | جمعیت سال ۱۳۹۵ | سال تأسیس |
| ---- | ------- | ------- | -------------- | --------- |
| ۱    | میرآباد | میرآباد | ۲۹٬۴۹۸         | ۱۴۰۱      |
| ۲    | چهاربرج | چهاربرج | ۲۶٬۲۱۹         | ۱۴۰۰      |
| ۳    | باروق   | باروق   | ۲۲٬۳۸۵         | ۱۴۰۰      |

## جمعیت
بنابر سرشماری مرکز آمار ایران، جمعیت بخش صومای برادوست شهرستان ارومیه در سال ۱۳۹۵ برابر با ۳۵٬۱۸۳ نفر بوده است.
از جمله روستاهای مهم منطقه گنگچین، هورسین، ممکان، جوهنی